# Georgios Drossinis
Georgios Drossinis (în greacă Γεώργιος Δροσίνης; n. 9 decembrie 1859, Atena, Regatul Greciei – d. 3 ianuarie 1951, Atena, Regatul Greciei) a fost un poet grec.

## Opera
- 1880: Pânze de păianjen ("Histoi aráchnēs");
- 1881: Stalactite ("Stalaktītai");
- 1882: Scrisori câmpenești ("Agrotike Epistole");
- 1885: Idile ("Eidýllia");
- 1902: Seninătate ("Galēnē");
- 1914: Tenebre ("Photera skótadia");
- 1918: Pleoape închise ("Kleista bléphara").